# Art Welch
Art Welch (Kingston, 16 aprile 1944) è un ex calciatore giamaicano, di ruolo attaccante.

## Carriera

### Club
In patria giocò insieme al fratello gemello Asher nel Cavalier, venendo entrambi poi ingaggiati nel 1967 dagli statunitensi del Baltimore Bays, con cui dopo aver vinto la Eastern Division della NPSL, raggiungendo la finale della competizione, poi persa contro gli Oakland Clippers.
La stagione seguente, la prima della NASL è chiusa al quarto e penultimo posto della Atlantic Division, piazzamento inutile per la qualificazione alla fase finale del torneo. La NASL 1969 fu chiusa invece al quinto ed ultimo posto.
Nel 1969 viene ingaggiato dai Syracuse Scorpions, franchigia dell'American Soccer League. Nel torneo 1969 raggiunse con i suoi la finale del torneo, persa contro i Washington Darts.
Nella stagione 1970 passa all'Atlanta Chiefs, con cui ottiene il secondo posto della Southern Division.
Nella NASL 1971 raggiunge con il suo club la finale del torneo, persa contro i Dallas Tornado. Dopo altre due stagioni in cui non raggiunge la fase finale della NASL nel 1974 Welch viene ingaggiato dal San Jose Earthquakes, con cui raggiunge nella NASL 1974 i quarti di finale del torneo. Con gli Earthquakes vinse anche la stagione NASL indoor 1975.
Nella stagione 1976 viene ingaggiato dai canadesi del Vancouver Whitecaps per poi passare a stagione in corso ai San Diego Jaws con cui chiude il campionato al quinto ed ultimo posto della Southern Division in Pacific Conference.
L'anno dopo viene scambiato dai Las Vegas Quicksilvers, nati dal trasferimento dei Jaws a Las Vegas, con Tom Galati del Washington Diplomats.
Con i Diplomats, pur rimanendo in rosa sino al 1980, giocherà solo nella stagione 1977, chiusa al quarto ed ultimo posto nella Eastern Division dell'Atlantic Conference. Con il club capitolino giocherà anche nel campionato indoor, torneo a cui parteciperà anche con la maglia dei Wichita Wings e San Francisco Fog; nei Fog rivestirà anche il ruolo di assistente dell'allenatore-calciatore Johnny Moore.

### Nazionale
Welch ha giocato tre incontri con la nazionale di calcio della Giamaica durante le qualificazioni ai mondiali 1966, conclusesi al terzo ed ultimo posto del girone finale del gruppo CONCACAF.
Nell'agosto 1965 è convocato per gli incontri d'esibizione dell'Independence Football Festival.

## Statistiche

### Cronologia presenze e reti in Nazionale
| Cronologia completa delle presenze e delle reti in nazionale ― Giamaica | Cronologia completa delle presenze e delle reti in nazionale ― Giamaica | Cronologia completa delle presenze e delle reti in nazionale ― Giamaica | Cronologia completa delle presenze e delle reti in nazionale ― Giamaica | Cronologia completa delle presenze e delle reti in nazionale ― Giamaica | Cronologia completa delle presenze e delle reti in nazionale ― Giamaica | Cronologia completa delle presenze e delle reti in nazionale ― Giamaica | Cronologia completa delle presenze e delle reti in nazionale ― Giamaica |
| Data                                                                    | Città                                                                   | In casa                                                                 | Risultato                                                               | Ospiti                                                                  | Competizione                                                            | Reti                                                                    | Note                                                                    |
| ----------------------------------------------------------------------- | ----------------------------------------------------------------------- | ----------------------------------------------------------------------- | ----------------------------------------------------------------------- | ----------------------------------------------------------------------- | ----------------------------------------------------------------------- | ----------------------------------------------------------------------- | ----------------------------------------------------------------------- |
| 3-5-1965                                                                | Kingston                                                                | Giamaica                                                                | 2 – 3                                                                   | Messico                                                                 | Qual. Mondiali 1966                                                     | -                                                                       |                                                                         |
| 7-5-1965                                                                | Città del Messico                                                       | Messico                                                                 | 8 – 0                                                                   | Giamaica                                                                | Qual. Mondiali 1966                                                     | -                                                                       |                                                                         |
| 22-5-1965                                                               | Kingston                                                                | Giamaica                                                                | 1 – 1                                                                   | Costa Rica                                                              | Qual. Mondiali 1966                                                     | 1                                                                       |                                                                         |
| Totale                                                                  |                                                                         | Presenze                                                                | 3                                                                       |                                                                         | Reti                                                                    | 1                                                                       |                                                                         |

## Palmarès

### Indoor soccer
- NASL Indoor: 1

San Jose Earthquakes: 1975.